# Barbara Reisinger
Barbara Reisinger (* 1955 in Schwäbisch Gmünd, Deutschland) ist eine österreichische Designerin, Keramikkünstlerin und Kunsthochschullehrende.

## Leben und Werk
Barbara Reisinger studierte von 1973 bis 1978 an der Universität für künstlerische und industrielle Gestaltung Linz und schloss das Studium mit einem Diplom in Keramik (bei Günter Praschak) und dem Titel Mag.a art ab. Mit einem Auslandsstipendium der Republik Österreich absolvierte sie ein Postgraduate-Studium in Keramik und Design an der Gerrit Rietveld Academie, Amsterdam. Sie ist seit 1980 als freischaffende Künstlerin in Salzburg tätig. Seit 1984 übt sie auch Lehrtätigkeiten im Bereich Keramik an der Universität Mozarteum Salzburg aus, zuerst als Lehrbeauftragte und seit 2011 als vollbeschäftigter Senior Lecturer.
Barbara Reisinger erhielt 1993 den Keramikpreis der Salzburger Landesregierung und ist Mitglied der Académie Internationale de la Céramique / International Academy of Ceramics (IAC).
2015 verbrachte Barbara Reisinger einen Atelieraufenthalt in China (mit Stipendium des Bundes), und war dort auch Gastdozentin am Suzhou Art&Design Technology Institute. 2015–2019 war sie Mitglied des Fachbeirates für Kunst am Bau, Land Salzburg.
Das Werk Barbara Reisingers umfasst einerseits Objekte und Installationen der Keramikkunst, die in zahlreichen Einzel- und Gruppenausstellungen in ganz Europa und in renommierten Sammlungen und Museen zu sehen waren und sind. Andererseits zählen Projekte der Innenraumgestaltung in öffentlichen Gebäuden zu ihrem Schaffen.
Zu ihren keramischen Arbeiten schreibt der Kunsthistoriker Anselm Wagner: „Auf spielerische Weise thematisiert Reisinger … das alte Dilemma der Keramik zwischen freier und angewandter Kunst, Ästhetik und Gebrauchswert, indem sie dieses "Zwischen" buchstäblich besetzt. Sie agiert damit im Feld der Kunst (als eines metasprachlichen Diskurses), ohne das Feld der Keramik zu verlassen. Was sie vielmehr schafft, ist eine Medienkritik der Keramik und ihrer Geschichte. Das selbstreflexive bzw. -kritische Moment erzielen Reisingers Objekte etwa dadurch, dass sie selbst als Projektionsfläche dienen. Immer sind sie dreidimensionales Objekt und Bildträger in einem; das heißt auch in einem übertragenen Sinn: Träger von Bedeutungen, Vorstellungen und Fiktionen in einem gesellschaftlichen, politischen und historischen Kontext … Reisingers keramische Objekte spielen auf einer Metaebene, und ihr Stück handelt von der Geschichte der Keramik als einem Medium sozialer Interaktionen.“

## Personale Ausstellungen (Auswahl)
- 1982 Barbara Reisinger. Glas, Porzellan, Steinzeug, Galerie am Graben, Wien;
- 1982 Maria Baumgartner und Barbara Reisinger, Galerie im Schloss Rosenberg, Zell am See[6];
- 1984 Keramik und Porzellan, Galerie Thaddäus J. Ropač (Forum Avantgardekunst), Lienz (mit Maria Baumgartner);
- 1984 Keramiek en Glas, Galerie de Witte Voet, Amsterdam (mit Veronika Pöschl und Sien van Meurs);
- 1988 Barbara Reisinger - Keramik, Galerie F. Figl, Linz;
- 1992 Keramik und Porzellan, Galerie „L“ im Heine Haus Hamburg (mit Maria Baumgartner);
- 1994 Keramik-Wochen 1994: Barbara Reisinger, Stadtmuseum für Kunst und Geschichte, Hüfingen;
- 1996 Arbeiten in Ton, Galerie im Looshaus, Wien (mit Maria Baumgartner);
- 1997 Veronika Pöschl en Barbara Reisinger, Galerie Amphora, Oosterbeek/NL (mit Veronika Pöschl)[7];
- 1998 eine vase ist eine vase ist eine vase, Galerie Schauraum, Wien (mit Gerold Tusch);
- 2001 & 2002 Kommunizierende Objekte, Galerie Baumgartner, Seekirchen (2001); Kammerhof Galerie, Gmunden (2002);
- 2003 Zuhause, Galerie Eboran, Salzburg (mit Samet Reisinger);
- 2008 Spielwiese/Gartenglück, Gartenprojekt zum Thema „Wahre Landschaft-Glück?“, Oberndorf bei Salzburg (mit Gerold Tusch);[8];
- 2010 Culinary Construction - Model for a Non-hierarchical Cooking Site, Installation, (1) Mariannenplatz, Berlin[9]; (2) Bucureşti, Parcul Carol I, Intrarea dinspre Fântâna Zodiac[10] (mit Samet Reisinger);
- 2014 EXTRAZIMMER 3, ÖH Galerie DAS ZIMMER, Universität Mozarteum Salzburg (mit Dieter Kleinpeter);
- 2016 Bild.Raum, Stadtgalerie Lehen, Salzburg (mit Ilse Haider und Reinhart Mlineritsch).
- 2023 45 Jahre Keramik, K-Hof Kammerhofmuseum Gmunden.

## Ausstellungsbeteiligungen (Auswahl)
- 1981 Österreichische Keramik 1900–1980, Stadtmuseum Nordico Linz/A, Museum für Angewandte Kunst (Wien), Landesmuseum Joanneum, Graz, Museum Carolino-Augustinum, Salzburg;[11]
- 1982 Österreichische Keramik, Galerie Schneider, Freiburg/D;
- 1984 Concorso Internationale della Ceramice d’Arte, Faenza/IT;
- 1986 Europäische Keramik der Gegenwart, Keramion Museum, Frechen b. Köln/D[12];
- 1986–1988 Zeitgenössische Keramik aus Österreich, Wanderausstellung der Österr. Galerie für Keramik: Coburg/D, Düsseldorf, Brüssel, Istanbul, Kopenhagen;
- 1988 Meister der Keramik: Vier Keramiker aus Österreich, Galerie Forum der VHS Leverkusen/D;
- 1988 Gefäß und Farbe, Galerie Schneider, Freiburg/D;
- 1989 Keramik Österreich, Galerie Böwig, Hannover;
- 1989–1990 Vier Ostenreijkse Keramisten, Wanderausstellung: Galerie Amphora, Oosterbeek/NL, Galerie Terra, Delft/NL[13];
- 1989–1990 L´Europe des Ceramistes, Wanderausstellung der SEMA: Auxerre/F, Budapest, Madrid, Linz/A, Haguenau/F, Jouinville/F;
- 1990 Dix-huit Artistes Internationaux, Maison de la Ceramique, Mulhouse/F;
- 1990 Österreichische Keramik, Keramion Museum, Frechen b. Köln;
- 1992 Austria Design Diagonal, (1) Museo Contemporaneo Sevilla, anlässlich der Weltausstellung Sevilla, und (2) Museo Atrazanes, Barcelona;
- 1993–1995 Keramik: Neue Positionen, Wanderausstellung der NÖ-Art; 12 Orte in Österreich und Südtirol;
- 1998 5th International Ceramics Competition '98, Mino, Japan;
- 1999 Begegnungen. 6 Künstler zeigen Keramik, Porzellan und Glasobjekte, Galerie Weger, Mühlstadt a. d. Traisa/D (bei Darmstadt);
- 1999 30 jaar keramiek in de Gerrit Rietveld Academie, Rietveld Academie, Amsterdam;
- 1999–2000 augenlust. Zeitgenössisches Kunsthandwerk in Deutschland mit europäischen Gastbeiträgen, Galerie am Fischmarkt und Galerie Waidspeicher, Erfurt/D[14];
- 2003 den raum beziehen, Deutschvilla, Strobl/A[15];
- 2003–2004 Keramiksymposium Gmunden 2003, Wanderausstellung: Kunstwerkstatt der Gmundner Keramik, Gmunden/A, Danmarks Keramikmuseum Grimmerhus, Middelfart/DEN, Europäisches Industrie-Museum für Porzellan und technische Keramik, Selb-Plößberg/D[16];
- 2005 Időben, Térben, Tűzben / In Time, In Space, In Fire, Budapesti Történeti Múzeum (BTM) Galéria, Budapest[17];
- 2006–2007 Form im Wandel, Museum für Angewandte Kunst (Wien) (MAK), Wien;
- 2009–2010 Temporäre Bewohner, Salzburger Künstlerhaus des Salzburger Kunstvereins, Salzburg[18][19];
- 2011–2012 IKSIT - Internationales Keramiksymposium Innsbruck-Tirol 2011, Wanderausstellung: Kaiserliche Hofburg (Innsbruck), Kammerhofmuseum, Gmunden/A[20];
- 2013–2014 Für die Fülle, Salzburger Künstlerhaus des Salzburger Kunstvereins.[21];
- 2017 Keramik aus Leidenschaft II, Nö-Dokumentationszentrum für Moderne Kunst, St. Pölten.
- 2019–2020 Jahresausstellung, Galerie Haas und Gschwandtner, Salzburg[22].
- 2021 Pure Bliss, Galerie Haas und Gschwandtner, Salzburg[23].
- 2021 Vielfalt Keramik, Salzburg-Stadt, Berchtoldvilla[24].

## Werke in Museen und Sammlungen (Auswahl)
- Museum für Angewandte Kunst (Wien);
- Sammlungen der Veste Coburg;
- Badisches Landesmuseum, Standort Keramikmuseum in Staufen im Breisgau;
- Museum Boijmans Van Beuningen, Rotterdam;
- Museum Keramion, Frechen b. Köln;
- Württembergisches Landesmuseum, Standort Keramikmuseum im Schloss Ludwigsburg;
- Universalmuseum Joanneum, Zweigmuseum "Museum im Palais", Graz;
- Kunstsammlung des Landes Salzburg;
- Kunstsammlung des Bundes (heute: Artothek des Bundes im 21er Haus).

## Veröffentlichungen
- Islamische Fayence in der Baukunst, Linz 1978: Hochschule für Gestaltung (Diplomarbeit);[25]
- Porzellan (Bildband), mit einer Einleitung von Hans Langwallner, Druckhaus Nonntal, Salzburg 1991[26];
- Barbara Reisinger: Keramik und Design (Bildband, mit einer Einleitung von Anselm Wagner), Eigenverlag Reisinger, Salzburg 2003;[27]
- Vorwort, in: Magazin 8 (Jahresbericht 2003), Salzburger Kunstverein, Salzburg 2003, S. 5–7.
- Gartenglück auf 19 mal 36 m2 (mit Gerold Tusch), in: Walter Spielmann (Hrsg.): Die Einübung des anderen Blicks. Gespräche über Kunst und Nachhaltigkeit. JBZ-Verlag, Salzburg 2009, ISBN 978-3-9501181-3-1, S. 63–76.
- (Hg. mit Hannah Bruckmüller und Stefanie Reisinger) Sammlungskatalog MUFUKU 1997 - 2015, PROJECTS4 e.U., Weibern & Wien, ISBN 978-3-200-04266-7.[28][29]

## Werke im Netz
- Installation "2 Porzellangefäße" (1984), abgefragt am 11. August 2016;
- Augarten-Vase Nr. Nr.900522 (1995), abgefragt am 11. August 2016;
- Objekt "Eine Vase ist eine Vase ..." (1998), abgefragt am 11. August 2016;
- Installation "Moiren 1" (2002), abgefragt am 11. August 2016;
- Ausstellung "Kommunizierende Gefäße", Gmunden (2002), abgefragt am 11. August 2016;
- Objekt "Kommunizierende Gefäße" (2003), abgefragt am 11. August 2016;
- Objekt "Wandstück Nr. 2" (2005), abgefragt am 11. August 2016;
- Objekt "Pandoras Büchse 1" (2006), abgefragt am 11. August 2016;
- Ausstellung "Form im Wandel", Wien (2006), abgefragt am 11. August 2016;
- Studie "Keramische Installation nach einem Stillleben von Giorgio Morandi 1947" (2008), abgefragt am 11. August 2016;
- Objekt "Wandstück" (2012), abgefragt am 11. August 2016;
- Serie Teller "Parlamente der Welt" (2014), abgefragt am 11. August 2016;
- Installation/Projekt "Unhierarchical Cooking" (2009/10), abgefragt am 11. August 2016.